# 大溝站
大溝站（日语：／ Ōmizo eki */?）是位於福岡縣三瀦郡大木町大字大角，西日本鐵道（西鐵）的天神大牟田線車站。車站編號為T35。

## 歷史
- 1937年（昭和12年）10月1日 - 車站啟用。
- 1966年（昭和41年） - 翻新車站大樓。
- 2008年（平成20年）5月18日 - 此站開始可以使用IC卡nimoca。
- 2017年（平成29年）2月1日 - 此站引入車站編號[1]。
- 2021年（令和3年）4月1日 - 隨著引入中央控制行車，整日成為無人車站[2][3]。

## 車站構造
本站是地面車站，設有1面2線的島式月台。此站是有人車站。下行路軌是完全直線，上行路軌設有速度限制。

### 月台
| 月台 | 路線          | 上下行 | 方向                     | 備註 |
| ---- | ------------- | ------ | ------------------------ | ---- |
| 1    | ■天神大牟田線 | 下行   | 柳川、大牟田方向         |      |
| 2    | ■天神大牟田線 | 上行   | 久留米、福岡（天神）方向 |      |

## 使用狀況
在2019年度，1日平均上下車人次為1,011人。
以下為各年度1日平均使用人次列表：
| 年度               | 1日平均 乘車人次 | 1日平均 上下車人次 |
| ------------------ | ---------------- | ------------------ |
| 2011年（平成23年） |                  | 1,026              |
| 2012年（平成24年） |                  | 973                |
| 2013年（平成25年） |                  | 990                |
| 2014年（平成26年） |                  | 988                |
| 2015年（平成27年） |                  | 1,038              |
| 2016年（平成28年） |                  | 1,048              |
| 2017年（平成29年） |                  | 1,005              |
| 2018年（平成30年） |                  | 1,003              |
| 2019年（令和元年） |                  | 1,011              |

## 車站周邊
車站東邊設有由西鐵開發的新住宅區「Sunny Villa大溝」，該處為福岡市和久留米市的睡房市鎮。
- 溪之里石丸山公園（日语：クリークの里石丸山公園）
- AEON Super Centre（日语：イオンスーパーセンター）大木店（2008年4月開業）
- 真福寺
- 大木町立大溝小學
- 大溝保育所

## 相鄰車站
西日本鐵道
■天神大牟田線
■特急、■急行
通過
■普通
犬塚（T34）－大溝（T35）－八丁牟田（T36）

## 注腳
1. ↑   (PDF). 西日本鐵道. 2017-01-24  [2017年3月20日]. （原始内容存档 (PDF)于2020-07-28） （日语）.
2. ↑   (PDF) (新闻稿). 西日本鉄道広報部. 2021-03-19  [2021-03-19]. （原始内容存档 (PDF)于2021-03-19） （日语）.
3. ↑   (PDF) (新闻稿). 西日本鉄道広報部. 2020-08-28  [2020-08-28]. （原始内容存档 (PDF)于2020-08-28） （日语）.
4. 1 2  . 西日本鉄道株式会社.   [2021-01-14]. （原始内容存档于2021-01-29） （日语）.

## 外部連結
- 大溝站（西鐵沿線web） （页面存档备份，存于）（日語）